# 695
695(육백구십오)는 694보다 크고 696보다 작은 자연수다.

## 수학
- 합성수로, 그 약수는 1, 5, 139, 695다. 진약수의 합은 145이므로, 695는 부족수다.
- {\displaystyle 96^{3}-1}은 695로 나누어떨어진다.

## 과학·기술
- NGC 695(영어판): 양자리 방향에 있는 나선은하.
- 695 벨라(영어판): 소행성.
- 코스모스 695호(영어판): 소련의 인공위성.

## 교통
- 주간고속도로 제695호선(영어판): 미국의 주간고속도로. 같은 번호의 노선 6개가 있으며, 모두 주간고속도로 제95호선과 관련이 있다.

## 문화유산
- 대한민국의 보물 제695호: 불조삼경

## 기타
- 연도: 695년, 기원전 695년